# Свято-Покровська церква (Грушвиця Перша)
Свято-Покровська церква — чинна дерев'яна церква УПЦ  у селі Грушвиця Перша. Збудована в 1766 році.
Адреса: 35364, с. Грушвиця Перша, Рівненська область, Рівненський район, вулиця Радянська, 37Б

## Історія
Церква в ім'я Покрови пресвятої Богородиці збудована в 1766 році за кошти прихожан і поміщика Камінського. В 1774 році була оновлена. В храмі зберігалися копії метричних книг з 1779 року, а сповідні розписи - з 1805 року. У 1806 році відбувся опис церковного майна, згідно якого церкві належало 53 десятин. 

## Священнослужителі
священник Федір Тершовський 1795-1798
священник Даниїл Діаковський 1799-1804
священник (благочинний до 1819р.) Павло Кременецький 26.12.(13.12.)1805-червень 1840
священник Аполінарій Тарнавський 13.07.(30.06.)1840-лютий 1866
протоієрей Іоанн Червинський 13.03.(28.02.)1866-02.04.(20.03.)1907
протоієрей Митрофан Червинський 03.04.(21.03.)1907-1922
протоієрей Федір Соболевський 10.03.1922-01.01.1950
протоієрей Борис Соболевський 02.01.1950-01.12.1958
протоієрей Лев Ліхтанський 08.12.1958-1968
чергування священників Волинсько-Рівненської єпархії 1968-1974
протоієрей Ілля Кухаревич 1974-2002
протоієрей Юрій Трофімчук 07.02.2000-15.10.2001
протоієрей Данило Ільницький 19.11.2002-08.07.2003
ієрей Володимир Тимощук 08.07.2003-12.12.2003
протоієрей Сергій Ничипорук з 14.12.2003 р